# Rolladen Schneider LS4

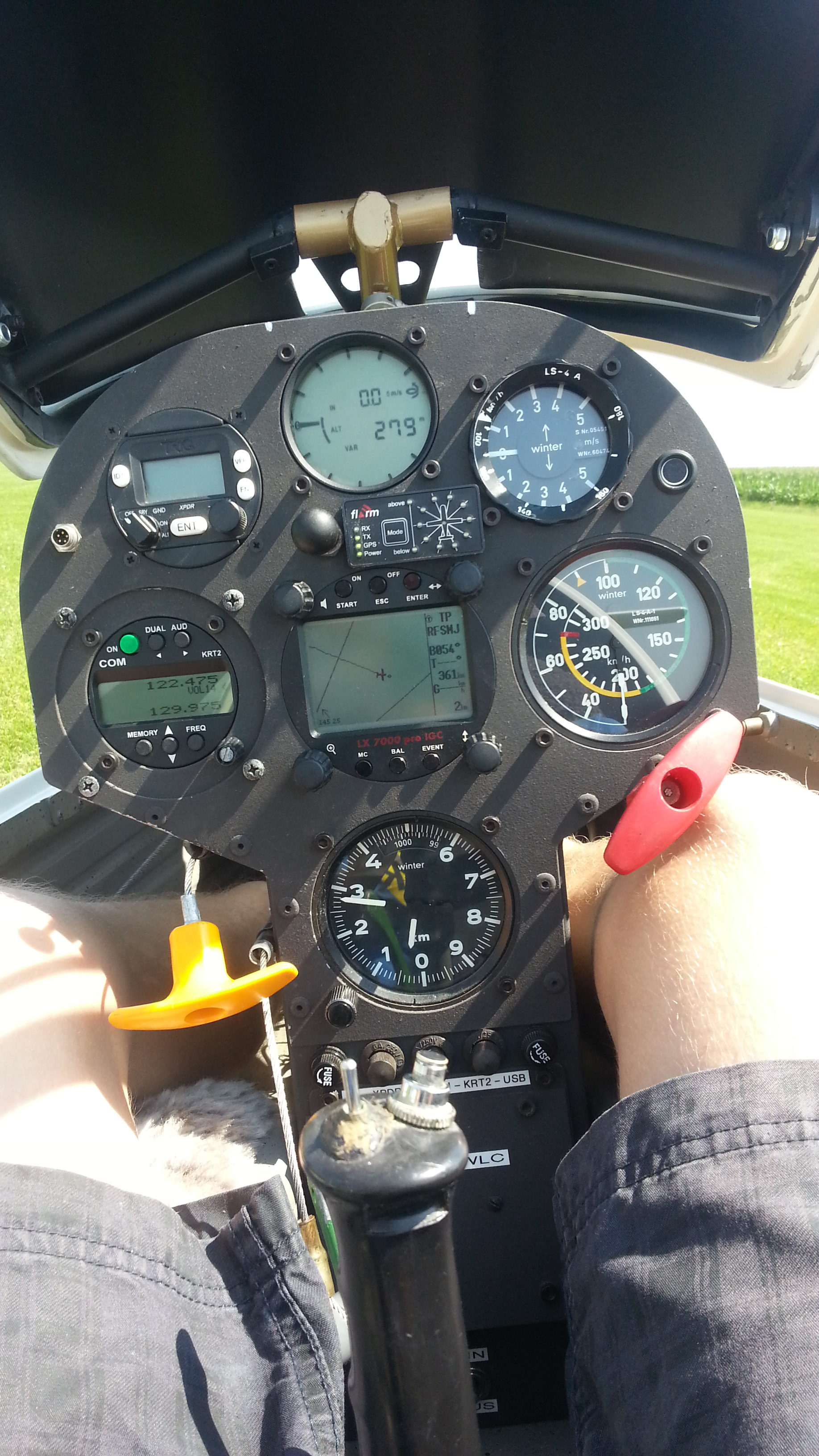
Instrumentenpanel einer LS-4a „D-0570“

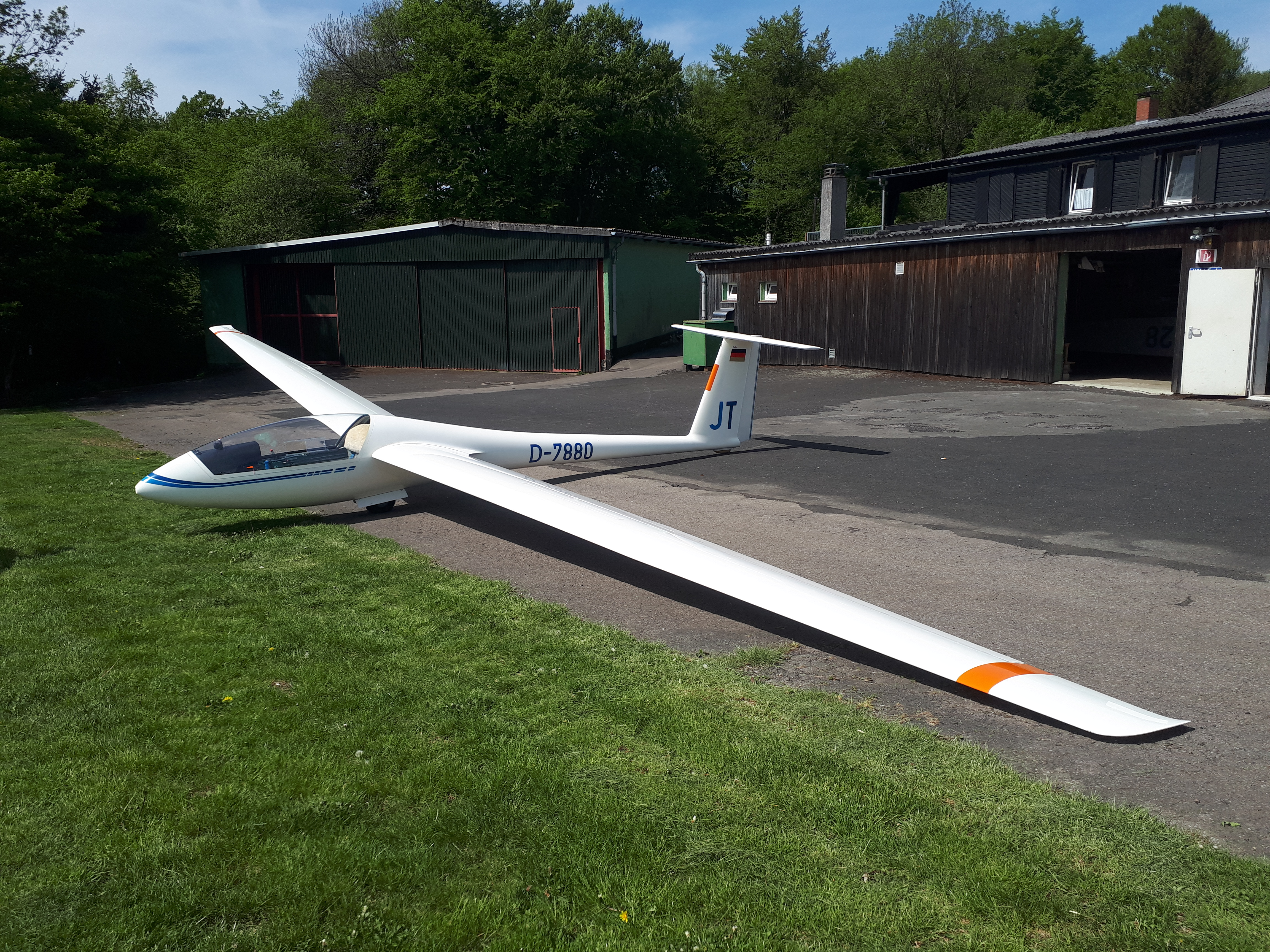
LS-4a des LSV Ithwiesen

Die LS4 ist ein einsitziges Hochleistungs-Segelflugzeug des deutschen Herstellers Rolladen Schneider und wurde von 1980 bis 2007 in Serie gefertigt. Sie stellt den eigentlichen Nachfolger der LS1-f dar und wurde mit Fokus auf angenehme Flugeigenschaften und verbesserten Leistungen gegenüber der LS1-f entwickelt. In den 1980er-Jahren belegte die LS4 auf vielen nationalen und Internationalen Wettbewerben die vorderen Plätze. Mit etwa 1050 gebauten Exemplaren belegt die LS4 den vierten Platz der am häufigsten gefertigten Segelflugzeuge. Wegen ihrer guten Gleitzahl und der gutmütigen Flugeigenschaften wird die LS4 heute sowohl für Leistungsflüge als auch für Anfängerschulung eingesetzt.

## Geschichte
Der Erstflug der LS4 fand im Jahre 1980 statt. Bereits zwei Jahre später folgte die verbesserte Version LS4-a, die um 1990 von der LS4-b ersetzt wurde. Sie wurde als leistungsfähigstes Standardklassen-Modell des Herstellers schließlich von der LS7 abgelöst, blieb aber als einfacher und robuster Segler für den Vereinsbetrieb weiter in Produktion. Nach dem Konkurs von Rollladen Schneider im Jahre 2003 übernahm die slowenische Firma AMS Flight die Typenbetreuung und Produktion der LS4. Die Firma lieferte 2007 zwei in Slowenien gebaute Exemplare aus und hatte auch ursprünglich weiter geplant, dieses Muster anzubieten. Ende November 2009 wurde allerdings auf den Firmen-Webseiten die Entscheidung bekanntgegeben, die Produktion mangels Rentabilität wieder einzustellen. Die Musterbetreuung wird nun von DG-Flugzeugbau übernommen.
Zählt man die gefertigten LS4-Varianten LS4, LS4-a und -b zusammen, ist das Muster das am vierthäufigsten gebaute Segelflugzeug der Welt. Mit 1050 Exemplaren wird die LS4 stückzahlmäßig nur vom SG 38 (ca. 9000 Stück), Grunau Baby (ca. 6000 Stück), der LET L-13 „Blanik“ (ca. 2700 Stück) und der Astir-Baureihe (ca. 1200 Stück) übertroffen.

## Konstruktion

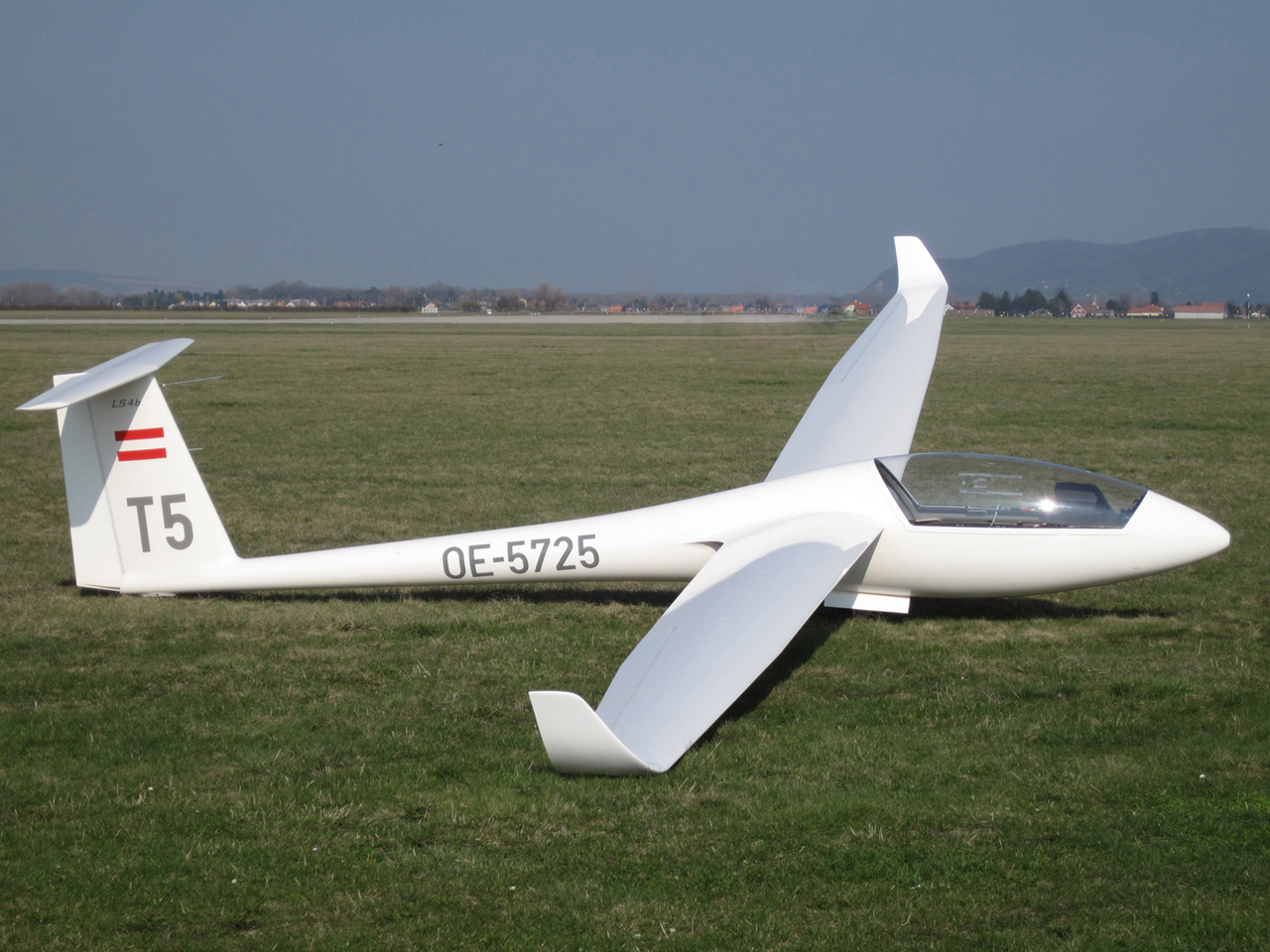
LS4-b WL

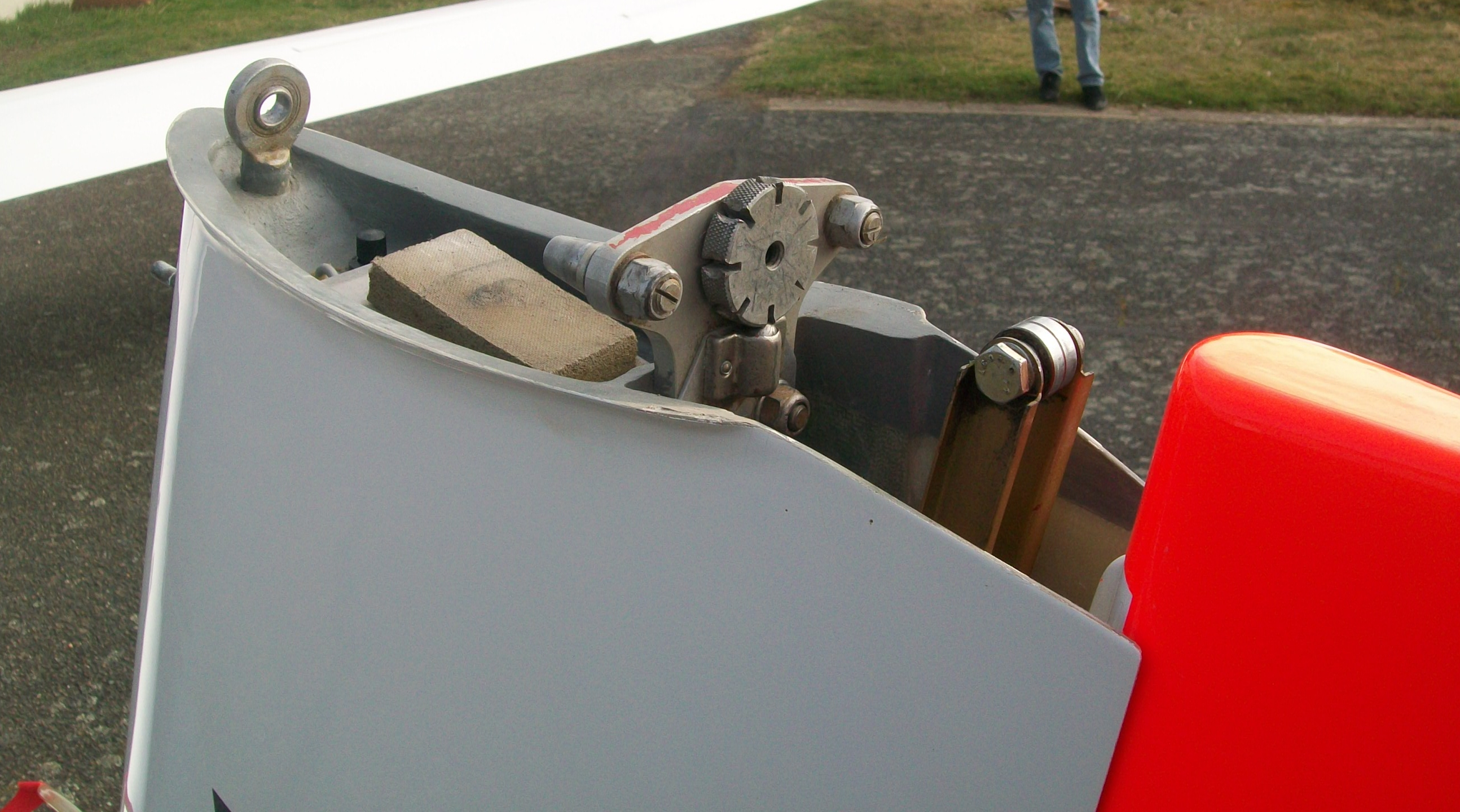
Typischer Rolladen-Schneider-Höhenruderanschluss an einer LS4

Die LS4 ist ein einsitziges Hochleistungssegelflugzeug in Kunststoffbauweise mit 15 m Flügelspannweite und einem starren Flügelprofil. Sie entstand unter Verwendung des Rumpfes und der Modifikation der Tragfläche der LS3. Die Version LS4-a unterscheidet sich von der LS4 vor allem durch das höhere maximale Abfluggewicht, das die Mitnahme von mehr Wasserballast ermöglicht. Die LS4-b bietet neben einem nochmals erhöhten maximalen Abfluggewicht weitere Verbesserungen wie automatische Ruderanschlüsse, ein optionales Spornrad statt des bisher verwendeten Schleifsporns, einen optionalen zusätzlichen Wassertank in der Seitenflosse sowie einen verstärkten Haubenmechanismus, durch den es möglich wurde, den Instrumentenpilz klappbar an der Haube zu befestigen. Außerdem hat die b-Version einen um 18 cm kürzeren Rumpf und im Gegenzug eine um 11 cm höhere Seitenflosse. Die Flugeigenschaften werden dadurch aber nicht spürbar beeinflusst.
Mit Ausnahme der automatischen Ruderanschlüsse können alle Neuerungen der b-Version auch in älteren Flugzeugen nachgerüstet werden, weshalb es mittlerweile sehr viele Mischformen gibt. Insbesondere sind viele LS4 und LS4-a mit einem Spornrad nachgerüstet worden.
Für alle Versionen der LS4 werden abnehmbare Winglets zum Nachrüsten angeboten, welche die Flugleistungen im Langsamflug und mit Wasserballast verbessern. Wegen des durch die Winglets veränderten Trudelverhaltens wird allerdings der Wasserballast auf 100 kg herabgesetzt. Die etwa 60 bisher so modifizierten Flugzeuge werden als LS4 WL bezeichnet. Sie können statt der ansteckbaren Winglets auch mit den alten geraden Flächenenden geflogen werden. In dieser Konfiguration kann nach wie vor der volle Wasserballast mitgenommen werden.
Im April 2019 gab DG Flugzeugbau bekannt, dass nun die Neo-Winglets für die LS4 offiziell zugelassen sind, bei denen die vorgenannten Einschränkungen entfallen. Dabei entfiel nicht nur die bisher mit den Winglets verbundene Einschränkung des Pilotengewichts auf 100 kg, es wurde auch der maximal zulässige Wasserballast auf 112 kg und das maximal zulässige Gewicht der nichttragenden Teile auf 250 kg erhöht. Die maximale Abflugmasse wurde für LS4-a und -b auf 505 kg festgelegt (LS4 bleibt wie bisher 472 kg, LS4a/b bisher 525 kg). Von AMS gefertigte LS4 entsprachen der b-Ausführung.

Die Firma M+D Flugzeugbau hat ein STC für eine Turbine als Heimkehrhilfe für alle Versionen der LS4 erhalten. Diese Version mit Jetantrieb wird als LS4-Jet bezeichnet. Im Internet ist ein Video vom Flug des Prototyps abrufbar. Im Herbst 2022 wurde die erste unter dem STC mit einem Jetantrieb nachgerüstete LS4 mit dem Kennzeichen D-KBSW fertiggestellt. 

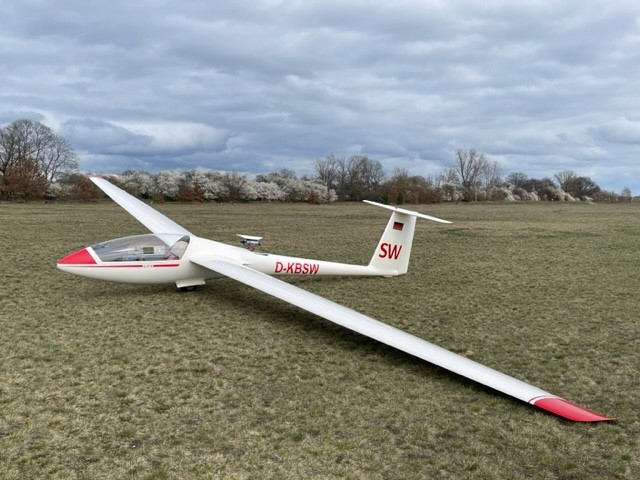
LS4 D-KBSW mit Jet als Heimkehrhilfe

## Sportliche Erfolge

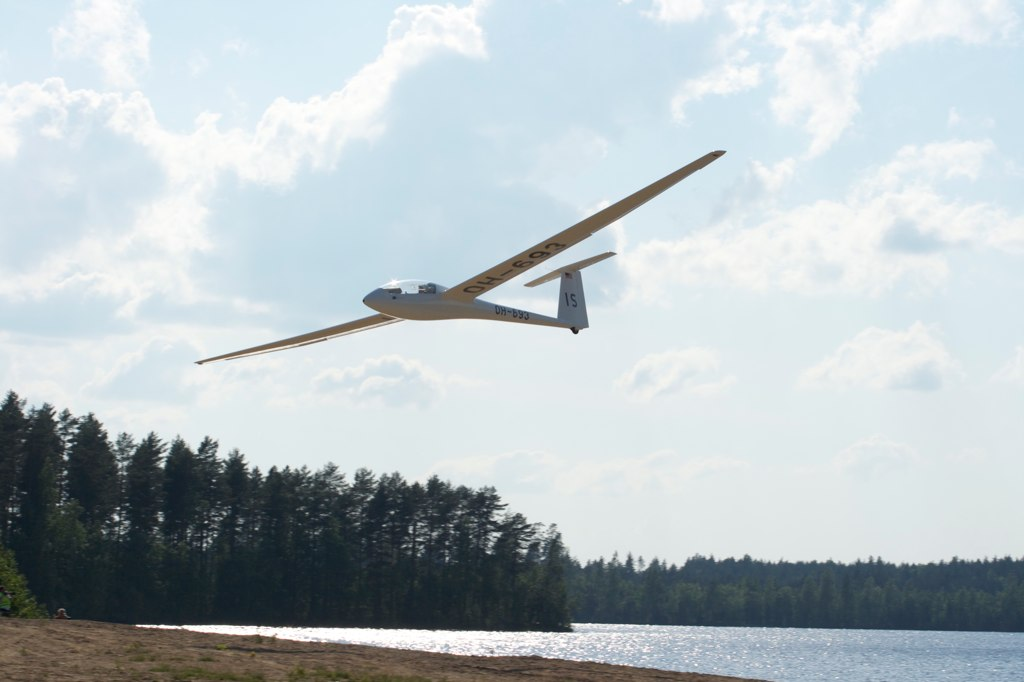
LS4-a im Anflug auf Räyskälä bei der Junioren-Weltmeisterschaft 2009

In der Standardklasse flog der Weltmeister des Jahres 1981 eine LS4 und 1982 wurde der erste Platz bei der Europameisterschaft auf einer LS4 erflogen. Im Jahr 1983 belegte die LS4 bei der Deutschen Meisterschaft die ersten drei Plätze und auf der Weltmeisterschaft sogar die ersten sechs Plätze. Ebenfalls im Jahre 1983 siegte Marlis Bertram bei der Deutschen Frauen-Meisterschaft und bei der Europameisterschaft der Frauen mit einer LS4 und konnte den Sieg im Jahre 1984 auf der Deutschen Meisterschaft wiederholen. Im Jahre 1984 wurde bei der Herren-Meisterschaft ein Doppelsieg mit der LS4 errungen.

## Nutzung
Die LS4 kann, je nachdem ob sie mit oder ohne Wasserballast geflogen wird, wahlweise in der Clubklasse oder in der Standardklasse gewertet werden. Im Jahr 2018 wurde der Segelflug-Index überarbeitet und beträgt für die LS4 nun ohne Winglets 102,5 und mit Winglets 103,5. Die LS4 erfreut sich bei Piloten wegen ihrer guten Leistungen und gutmütigen Flugeigenschaften heute noch immer großer Beliebtheit.

## Technische Daten

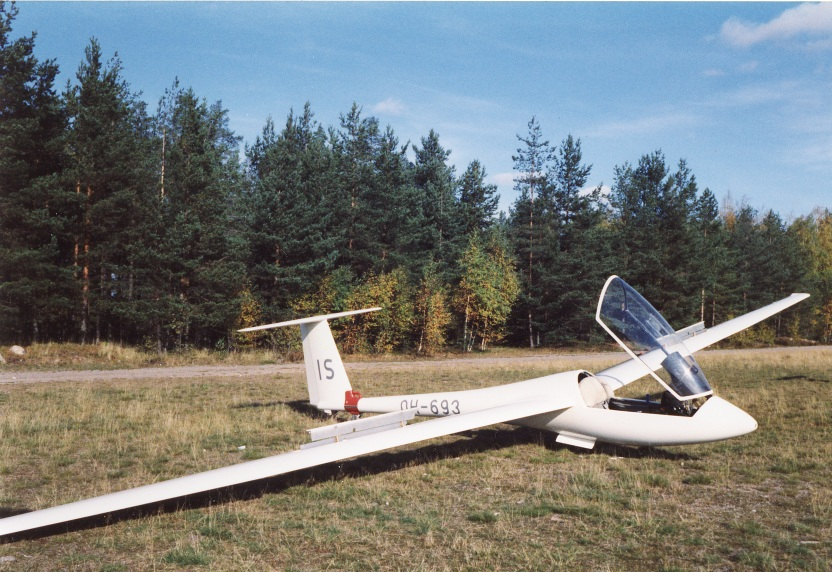
LS4-a

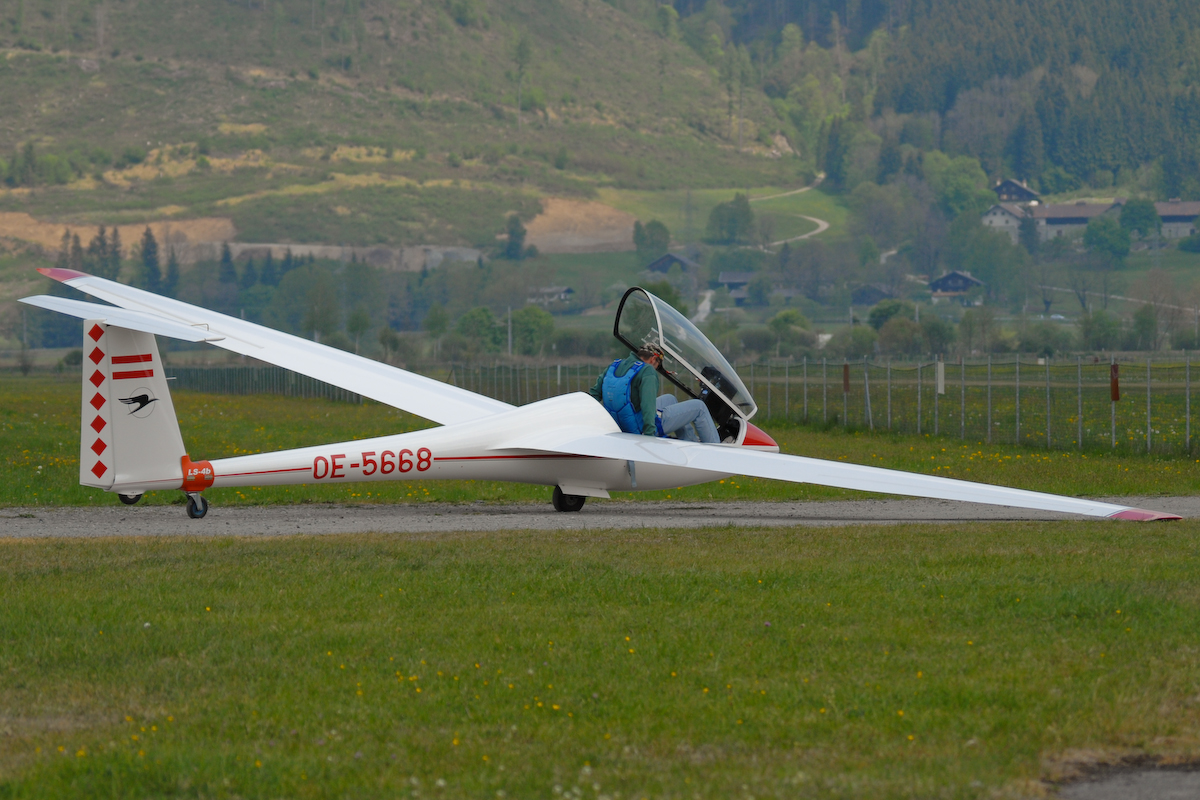
LS4-b

| Kenngröße                          | Daten                                                             |
| ---------------------------------- | ----------------------------------------------------------------- |
| Konstrukteur                       | Wolf Lemke                                                        |
| Klasse                             | Standardklasse (ohne Wasserballast auch Clubklasse)               |
| Besatzung                          | 1                                                                 |
| Bauart                             | Flächen: GfK-Schaum-Sandwich, Rumpf: GfK                          |
| Flügelprofil                       | Wortmann modifiziert                                              |
| Spannweite                         | 15,00 m                                                           |
| Länge                              | 6,84 m                                                            |
| Flügelfläche                       | 10,5 m²                                                           |
| Flügelstreckung                    | 21,4                                                              |
| Flächenbelastung                   | 31–45 kg/m²                                                       |
| Gleitzahl                          | 40,5                                                              |
| Geringstes Sinken                  | 0,60 m/s                                                          |
| Höchstgeschwindigkeit              | LS4: 270 km/h LS4-a/-b: 280 km/h                                  |
| Mindestgeschwindigkeit             | 68 km/h                                                           |
| sichere Lastvielfache              | +5,3 g bis −2,65 g                                                |
| Wasserballast                      | 160 l, LS4 WL: 100 l                                              |
| Leermasse                          | 235 kg                                                            |
| max. Zuladung                      | LS4/-a/-b: 110 kg LS4 WL: 100 kg LS4 neo: 110 kg                  |
| min. Zuladung                      | 70 kg (55 kg mit drei Trimmgewichten)                             |
| max. Flugmasse                     | LS4: 472 kg LS4 neo: 472 kg LS4-a/-b: 525 kg LS4-a/-b neo: 505 kg |
| max. Masse d. nichttragenden Teile | LS4/-a/-b: 230 kg LS4/-a/-b neo: 250 kg                           |
| Index                              | LS4/-a/-b: 104 LS4 WL: 105 LS4 Neo: 106                           |